# Barbo Lake (Wisconsin)
Der Barbo Lake ist ein See etwa zwei Kilometer südwestlich von Richardson im Westen des US-Bundesstaates Wisconsin. Er befindet sich in einem Moorgebiet und ist nach Osten mit dem größeren Magnor Lake verbunden. Die Fläche des Sees beträgt 17,8 Hektar. Die durchschnittliche Tiefe beträgt 0,6 Meter, die maximale Tiefe 1,2 Meter.
Ansässige Fischarten sind unter anderem Forellenbarsch, Hecht sowie verschiedene kleinere Speisefische („panfish“).